# Sikupilli
Sikupilli är en del av en befolkad plats i Estland. Den ligger i landskapet Harjumaa, i den nordvästra delen av landet, i huvudstaden Tallinn. Sikupilli ligger 43 meter över havet och antalet invånare är 11 298. Den ligger vid sjön Ülemistesjön.
Terrängen runt Sikupilli är platt. Havet är nära Sikupilli norrut. Runt Sikupilli är det ganska glesbefolkat, med 36 invånare per kvadratkilometer. Närmaste större samhälle är Tallinn, 2,2 km nordväst om Sikupilli. Omgivningarna runt Sikupilli är en mosaik av jordbruksmark och naturlig växtlighet.